# Carmen Boullosa

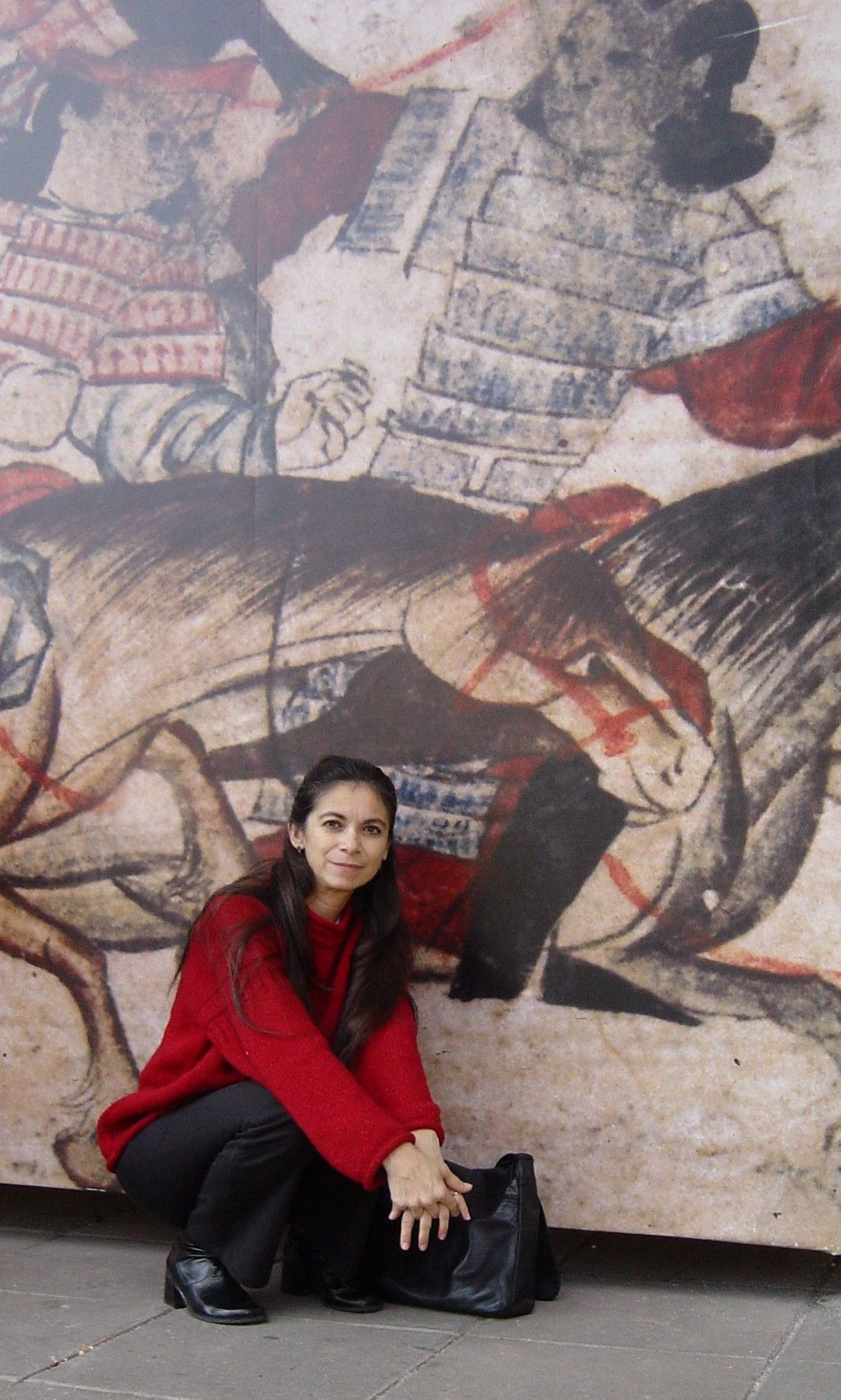
Boullosa, 2002

Carmen Boullosa Velázquez (Mexico-Stad, 4 september 1954) is een Mexicaans schrijver.

Ze studeerde Spaanse filologie aan de UIA en UNAM.
Ze heeft als professor aan verschillende universiteiten gewerkt (Columbia University, Georgetown University, New York University, Sorbonne, San Diego State University) en als coördinator of redacteur in verschillende publicaties.

## Oeuvre
- Mejor desaparece, 1987
- Antes, México: Vuelta, 1989
- Son vacas, somos puercos: filibusteros del mar Caribe, 1991
- El médico de los piratas: bucaneros y filibusteros en el Caribe, 1992
- Llanto: novelas imposibles, 1992.
- La milagrosa, 1992
- Duerme, 1994
- Cielos de la tierra, 1997
- Treinta años, 1999
- Prosa Rota, 2000
- De un salto descabalga la reina, 2002
- La otra mano de Lepanto, 2005
- La novela perfecta, 2006
- El Velázquez de París, 2007
- La virgen y el violín, 2008
- El complot de los románticos, 2009
- Las paredes hablan, 2010
- Texas, 2013
- El libro de Ana, 2016

## Prijzen
- 1989 Premio Xavier Villaurrutia
- 1991 Guggenheim Fellowship
- 1996 LiBeraturpreis
- 1997 Anna Seghers-Preis

- Bibsys: 90870366
- Biblioteca Nacional de España: XX856692
- Bibliothèque nationale de France: cb12563071s (data)
- Catàleg d'autoritats de noms i títols de Catalunya: 981058616120306706
- CiNii: DA07863005
- Gemeinsame Normdatei: 11952340X
- International Standard Name Identifier: 0000 0000 7359 2140
- Library of Congress Control Number: n91068055
- Nationale Bibliotheek van Tsjechië: mub20211103672
- Nationale Bibliotheek van Israël: 987007421551705171
- Nationale en Universitaire bibliotheek Zagreb: 000398246
- Nederlandse Thesaurus van Auteursnamen: 13427928X
- Réseau des bibliothèques de Suisse occidentale: 02-A003031291
- Istituto Centrale per il Catalogo Unico: TO0V234006
- Système universitaire de documentation: 034930191
- Union List of Artist Names: 500344155
- Virtual International Authority File: 24718545
- WorldCat: E39PBJbMbpxwY9Mw3mHWtPChHC